# 새색시
새색시(New Bride)는 한국에서 제작된 조문진 감독의 1969년 영화이다. 남정임 등이 주연으로 출연하였고 곽정환 등이 제작에 참여하였다.

## 출연

### 주연
- 남정임
- 남궁원
- 김희갑
- 김동원

## 제작진
- 조명: 김동포
- 미술: 조경환